# Willy Baranger
Willy Baranger (geboren 13. August 1922 in Bône, Französisch-Nordafrika; gestorben 29. Oktober 1994 in Buenos Aires) war ein französisch-argentinischer Psychoanalytiker.

## Leben
Willy Baranger studierte in Toulouse Philosophie. 1943 heirateten er und die Altphilologin Madeleine Coldefy (1920–2017). Er ging 1946 als Lehrer nach Argentinien, wo er u. a. bei der Psychoanalytikerin Arminda Aberastury ausgebildet wurde und der von Marie Langer mitgegründeten Asociación Psicoanalítica Argentina (APA) beitrat. Mit seiner Frau Madeleine Baranger praktizierte er von 1954 bis 1965 in Uruguay, und sie initiierten dort die Asociación Psicoanalítica del Uruguay (APU).
Barangers Schriften setzen sich mit den Theorien Melanie Kleins auseinander. Er übersetzte psychologische Werke ins Spanische.

## Schriften (Auswahl)
- mit Madeleine Baranger: Problemas del campo Psicoanalítico. Buenos Aires : Kargieman, 1969
- Posición y objeto en la obra de Melanie Klein. Buenos Aires : Kargieman, 1971
- Rubň Cšar Piedimonte; Miguel Alberto Goldin; Maurici Abadi; David Liberman; Willy Baranger; Arnaldo Rascovsky: Dil̀ogos sobre psicopatologa. Buenos Aires : Ediciones Kargieman, 1976
- Arminda Aberastury; L G Alvarez de Toledo; Willy Baranger: La percepción de la muerte en los niños y otros escritos. Buenos Aires : Ediciones Kargieman, 1978
- mit Madeleine Baranger; Jorge Mario Mom: Psicopatologia del proceso didactico. In: Revista de psicoanalisis. Vol. 35, Nr. 1, 1978, S. 181–190
- Aportaciones al concepto de objeto en psicoanaliis. Amorrortu, 1980
- mit Jorge Mario Mom: Corrientes actuantes en el pensamiento psicoanalitico de America Latina. In: Revista de psicoanalisis. Vol. 41, Nr. 4, 1984, S. 589–608
- Proceso en espiral y campo dinamico. In: Revista Uruguaya de Psicoanalisis. Nr. 59, S. 17–32
- Luis Kancyper; Willy Baranger: Jorge Luis Borges o El laberinto de narciso. Buenos Aires : Paidos, 1989
- Luis Kancyper u. a.: Volviendo a pensar con Willy y Madeleine Baranger : nuevos desarrollos. Buenos Aires : Lumen, 1999